# الغناء والتمايل والحصول على فرحة مثل عيد الميلاد
«الغناء والتأرجح والاحتفال كما لو أنها عشية عيد الميلاد»، وهو الكتاب الثالث من سلسلة السيرة الذاتية لمايا أنجيلو، المكونة من سبعة مجلدات، أُعدت بين عامي 1949 و 1955، ووصفت مرحلة عشرينات الكاتبة. تصف أنجيلو في هذا المجلد كفاحها لدعم ابنها الصغير، وتكوين علاقات هادفة، وتشكيل مهنة ناجحة في عالم الترفيه. مثّل منشور عمل عام 1976 أول عمل تقوم به امرأة أمريكية من أصل أفريقي بتوسيع سيرتها الذاتية إلى مجلد ثالث. وصفت الباحثة دوللي ماكفيرسون الكتاب بأنه «لوحة مصورة عن شخص بالغ في ريعانه»، بينما وصفها الناقد ليمان بي. هاغن بأنها «رحلة اكتشاف وولادة».
تستعرض أنجيلو في كتاب «الغناء والتأرجح والاحتفال كما لو أنها عشية عيد الميلاد»، العديد من الموضوعات والمواضيع الموجودة في سيرتها الذاتية السابقة، بما في ذلك السفر والموسيقى والعرق والصراع والأمومة. صورت أنجيلو الصراع الذي شعرت به بصفتها أم عزباء، على الرغم من نجاحها كمؤدية أثناء سفرها إلى أوروبا مع أوبرا بورغي وبيس الموسيقية. امتلك تصورها لرحلاتها، الذي شغل 40 في المائة من الكتاب، جذورًا في سرد الرقيق الأميركيين من أصول إفريقية. استخدمت أنجيلو الموسيقى والمفاهيم الموسيقية في جميع أجزاء كتاب «الغناء والتأرجح والاحتفال كما لو أنها عشية عيد الميلاد». أسمتها ماكفيرسون أنجيلو «أغنية المديح» إلى بورغي وبيس. تتعرض الصور النمطية لأنجيلو حول العرقية والعلاقات العرقية للتحدي، لأنها تتفاعل أكثر مع الأشخاص من مختلف الأعراق. غيّرت اسمها في هذه الرواية من مارغريت جونسون إلى مايا أنجيلو، لأسباب مهنية. غيرت اسم ابنها الصغير أيضًا، من كلايد إلى جاي، وعززت علاقتهما مع انتهاء الكتاب.
صدرت الترجمة العربية للرواية عن دار ميلاد للنشر والتوزيع سنة 2022، من ترجمة الكاتب والروائي السعودي إياد عبد الرحمن.

## الخلفية
تابعت أنجيلو أول عملين لها من سيرتها الذاتية، «أعرف لماذا يغرد الطائر الحبيس (1969)» و«اجتمعوا معًا على اسمي (1974)»، مع «الغناء والتأرجح والاحتفال كما لو أنها عشية عيد الميلاد»، الذي نُشر في عام 1976. المرة الأولى التي وسعت فيها كاتبة أمريكية من أصل أفريقي معروفة قصة حياتها لتشمل سيرة ذاتية ثالثة. كما نشرت مجلدين من الشعر بعنوان «فقط أعطني شرابًا باردًا من الماء قبل أن أموت (1971)»، والذي رُشح لجائزة بوليتزر، و«أوه صلي لأجنحتي أن تخدمني جيدًا (1975)».